# Outjo
 (août 2008).
Si vous disposez d'ouvrages ou d'articles de référence ou si vous connaissez des sites web de qualité traitant du thème abordé ici, merci de compléter l'article en donnant les références utiles à sa vérifiabilité et en les liant à la section « Notes et références ».
Outjo est une petite ville de Namibie de près de neuf mille habitants, située dans la région de Kunene à 100 km du parc national d'Etosha.

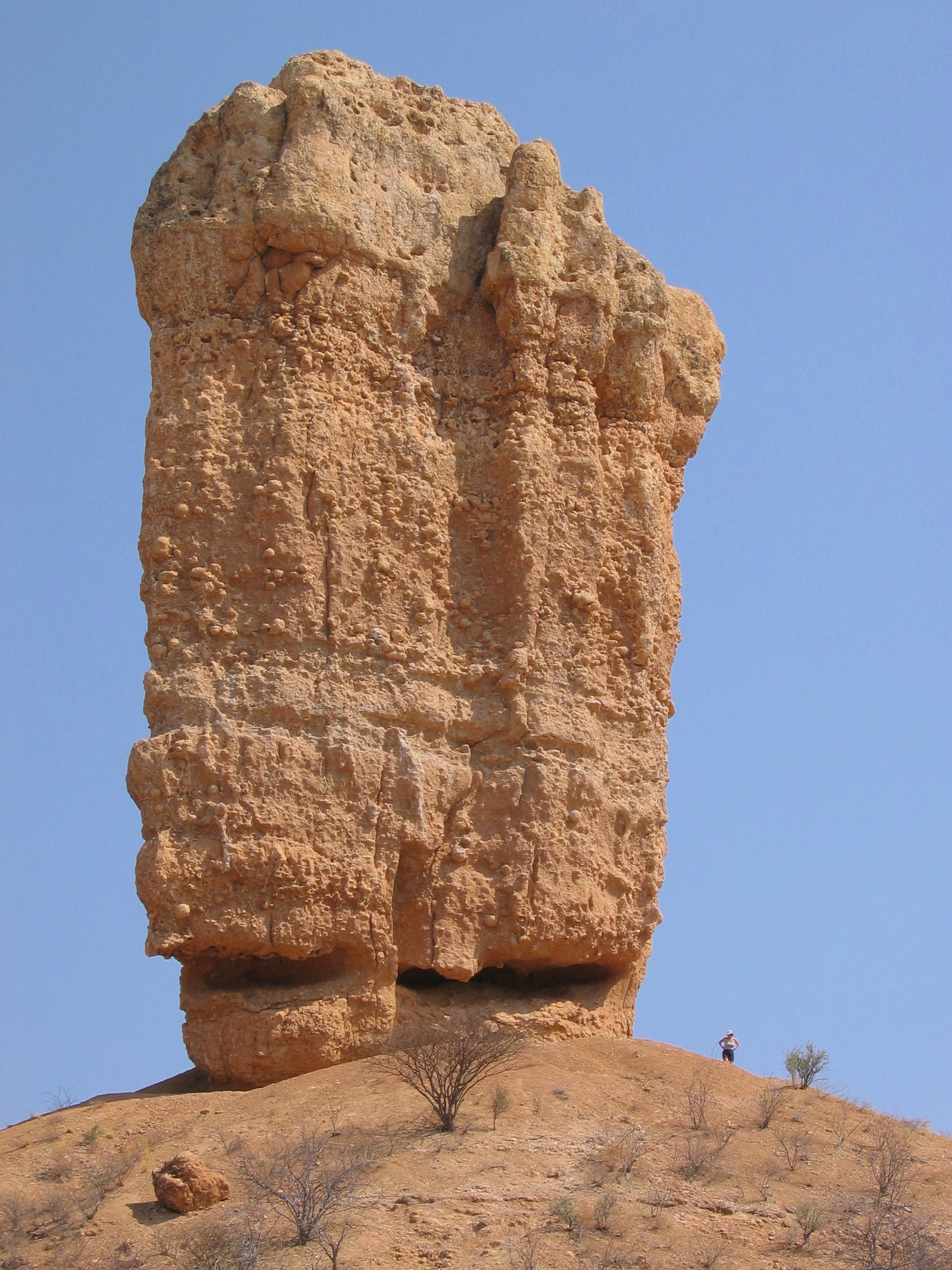
Vingerklip près de Outjo

La ville fut fondée par les troupes allemandes en 1897 quand le colonel Leutwein y fit ériger une petite base militaire afin d'explorer la région nord du Sud-Ouest africain, encore méconnu.
Le musée d'histoire locale (Franke Haus Museum) retrace les expéditions du major Viktor Franke dans l'Ovamboland.
Le Impalila monument commémore l'expédition punitive sur le Fort portugais d'Impalila en Angola mené par Viktor Franke en octobre 1914 après le massacre d'une délégation allemande venue négocier un traité de non-agression.